# Синьчжу (повіт)
Синьчжу (кит.: 新竹縣, Вейд-Джайлз: Hsin¹-chu² Hsien⁴) — повіт, що входить до складу номінальної провінції Тайвань Китайської Республіки. Розташований на північному заході Тайваню, населення повіту в основному складається з народності хакка; у південно-східній частині повіту проживає тайванська аборигенна меншина. Чжубей — столиця округу, де розміщено урядовий офіс і офіс округу. Частина наукового парку Синьчжу розташована в повіті Синьчжу.

## Історія

### Рання історія
До приходу китайців Хан, в районі міста Синьчжу жили корінні народи Таока, Саїсиат і Атайал. Після того, як іспанці окупували північний Тайвань, Католицькі місіонери прибули в Тек-Хам у 1626 році. Міннанці (хокло) і хакка почали обробляти землю від рівнин біля моря до річкових долин і пагорбів.

### Діннастія Цин
У 1684 році під час правління династії Цин був заснований округ Чжулуо, і більше ханьців оселилося поблизу Тек-хаму. У 1711 році тут заснували китайське місто, яке перейменували на Сінчу у 1875 році. Воно стало частиною префектури Тайбей. Наприкінці XIX століття народ хокло домінував на прибережних рівнинах, змусивши племена сайсіят і атаял переселитися в райони навколо Цзяньши і Вуфен, тоді як хакка і таока оселилися разом у річкових долинах і на пагорбах.

### Японське панування
Японська окупація Тайваня почалася після Першої китайсько-японської війни в 1895 році. Синьчжу став відомий як Синчику і до 1920 року його префектура охоплювала території сучасного повіту і міста Синьчжу, Міаолі і Таоюан.

### Китайська Республіка
Після передачі Тайваню від Японії до Китайської Республіки у 1945 році, 25 грудня 1945 року створено повіт Синьчжу. У серпні 1950 року міста Мяолі і Таоюань були виведені зі складу повіту, утворивши повіти Мяолі і Таоюань відповідно. 16 серпня 1950 року місто Синьчжу включили до складу повіту як місто з районним управлінням. Однак 1 липня 1982 року місто знову підвищили до рівня провінційного міста і вивели зі складу повіту Синьчжу. Містечко Сяншань округу приєднали до міста Синьчжу 1 липня 1982 року. У 2021 році планується об'єднати повіт і місто Синьчжу в сьомий спеціальний муніципалітет країни.

## Географія
Повіт Синьчжу розташований у північно-західній частині острова Тайвань. Округ межує з містом Таоюань на півночі, округом Мяолі на півдні, Тайванською протокою на заході та горами Сюешань і Дабацзянь на сході. Маючи площу до 1 427,59 км2 (551,20 кв. миль), повіт Синьчу складається переважно з височин, плоскогір'їв, гір, алювіальних рівнин річки Феншань і гирла річки Туцянь, а також деяких стародавніх річкових земель.

### Клімат

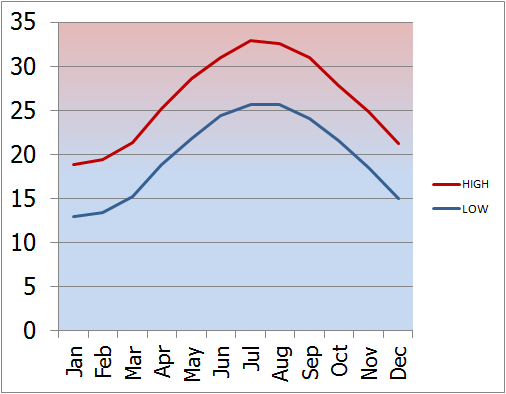
Середня температура Синьчжу

## Адміністративний поділ

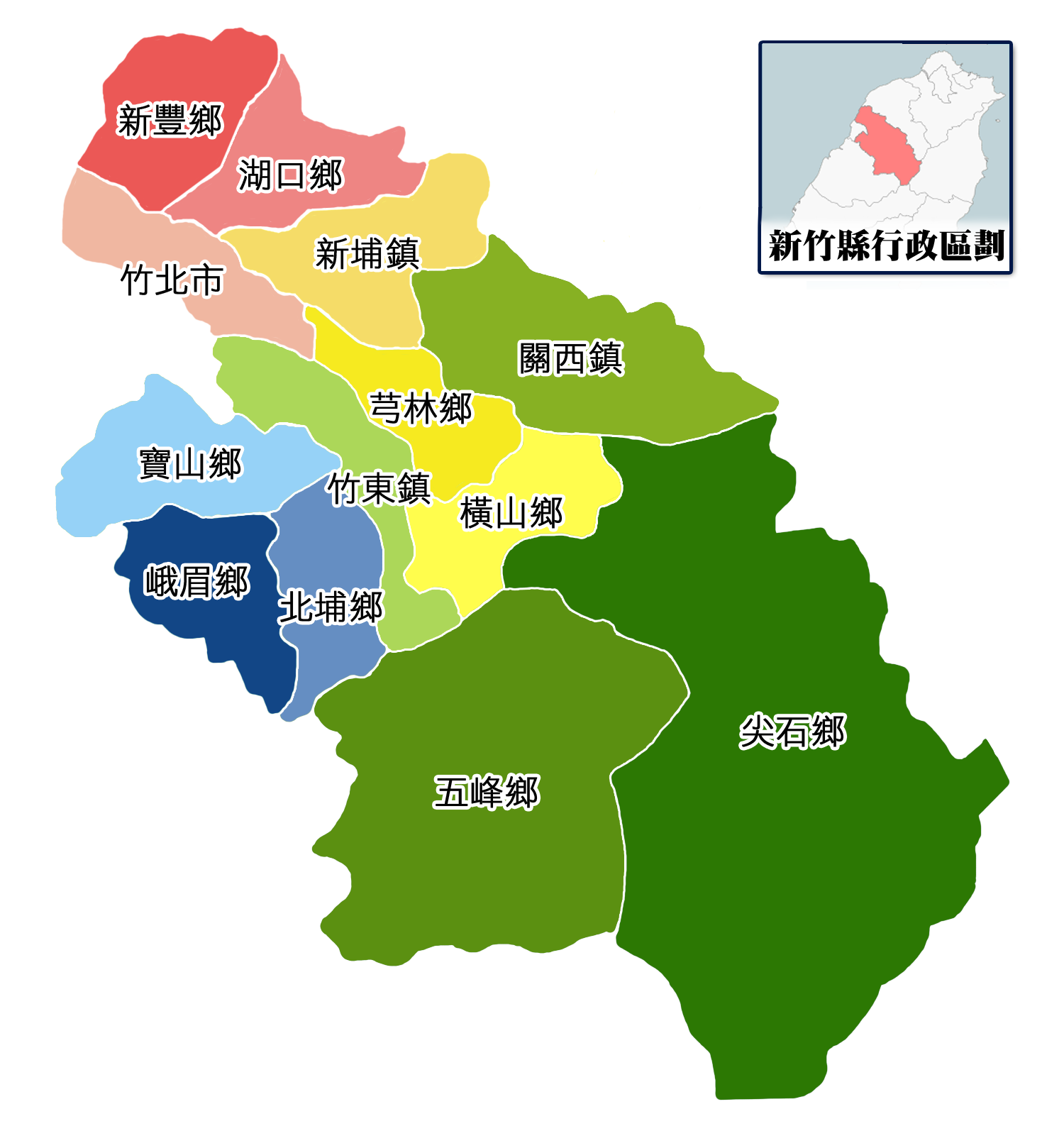
Адміністративний поділ повіту Синьчжу

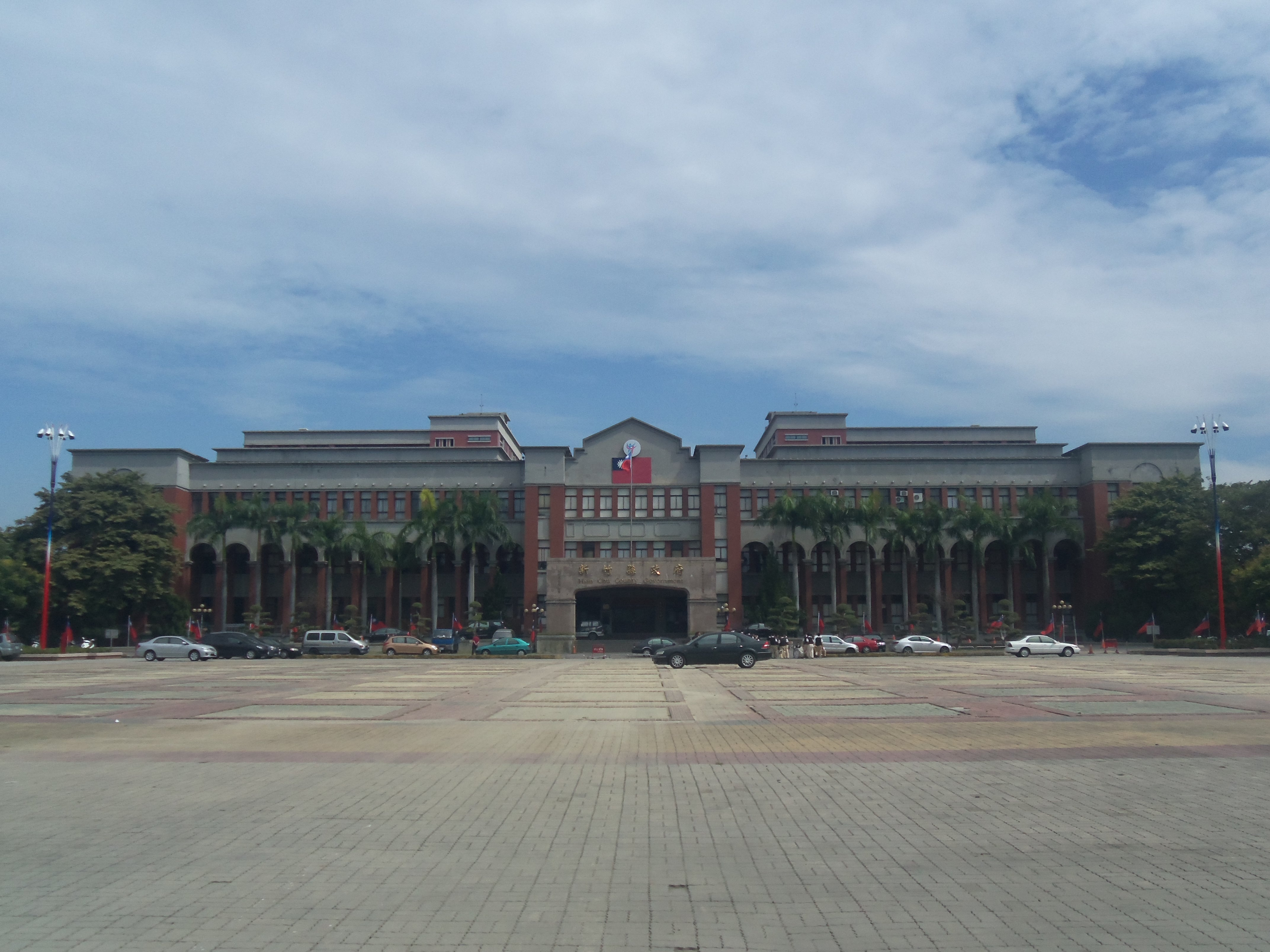
Будівля місцевого уряду

Повіт Синьчжу включає 1 місто, 3 міських селища, 6 сільських селищ і 2 гірських селища корінних народів. Місто Чжубей є адміністративним центром повіту Синьчжу, в якому знаходиться уряд повіту Синьчжу і рада повіту Синьчжу. Чинним суддею округу Синьчжу є Ян Веньке, представник Гоміндану.

## Демографія
Населення округу складається з хакка, хокло, гаошань (корінний народ) і нових іммігрантів. У 2014 році народ хакка становив близько 84 % від загальної кількості населення, тоді як корінне населення складалося переважно з народів атаял і сайсіят. Станом на жовтень 2023 року загальна чисельність населення становила 588 535 осіб, з них 288 912 жінок і 299 623 чоловіки

## Міста-побратими
- Префектура Міязакі, Японія
- Санта-Клара, Каліфорнія, США
- Вестмонт, Іллінойс, США
- Іпсуїч, Квинсленд, Австралія